# Taubenturm (Auzéville-en-Argonne)

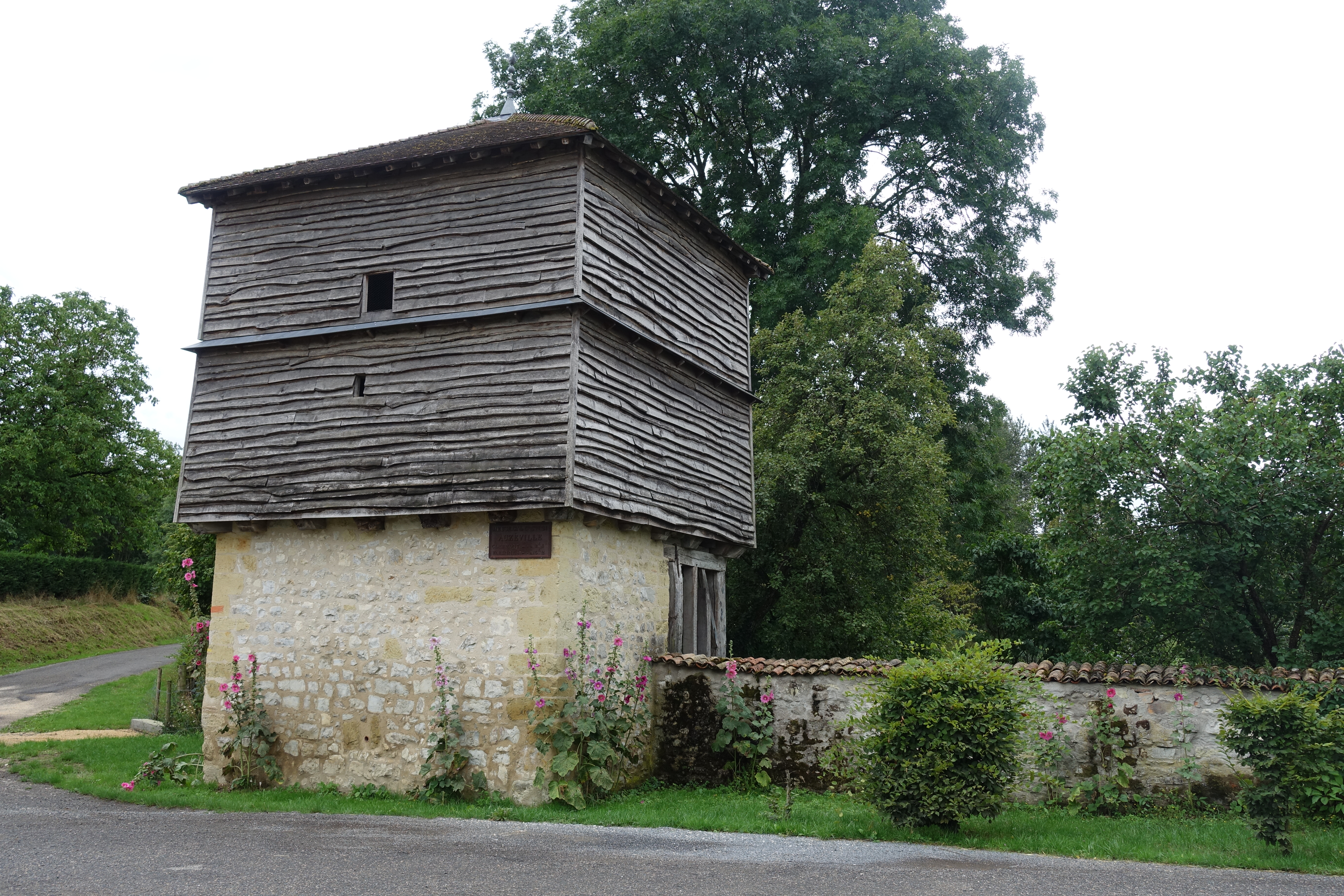
Taubenturm in Auzéville-en-Argonne

Der Taubenturm (französisch colombier oder pigeonnier) in Auzéville-en-Argonne, einem Ortsteil der französischen Gemeinde Clermont-en-Argonne im Département Meuse in der Region Grand Est, wurde 1633 errichtet. Der Taubenturm an der Rue Basse Auzéville steht seit 1997 als Monument historique auf der Liste der Baudenkmäler in Frankreich.
Der rechteckige Taubenturm, der zu einem ehemaligen Herrenhaus gehört, hat ein Erdgeschoss aus Bruchsteinmauerwerk und ein Obergeschoss in Fachwerkbauweise.